# Salacia insignis
Salacia insignis är en benvedsväxtart som beskrevs av Albert Charles Smith. Salacia insignis ingår i släktet Salacia och familjen Celastraceae. Inga underarter finns listade.